# Rohilkhand

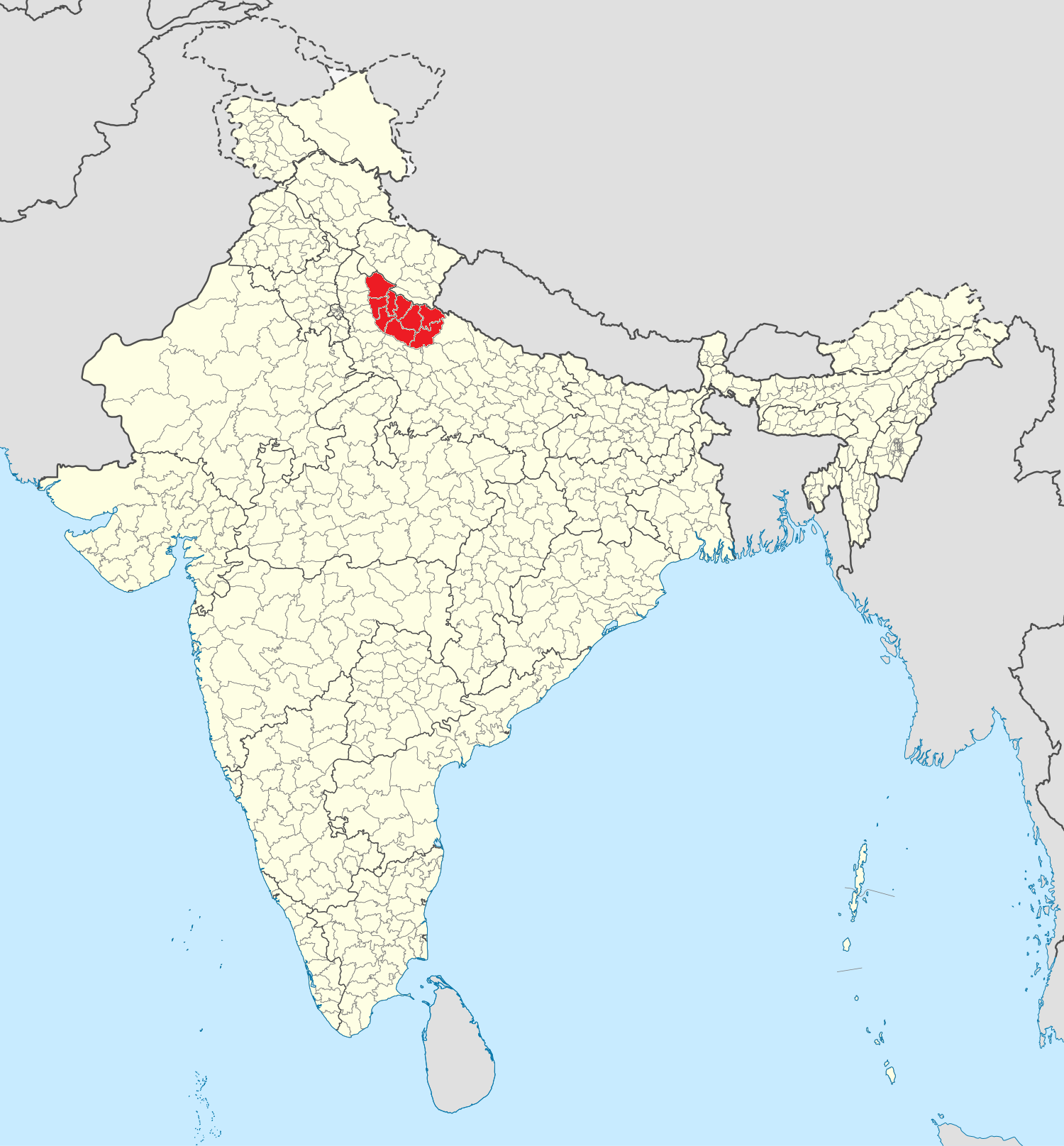
Situació.

Rohilkhand és una regió de l'Índia i un antic estat musulmà. El nom es dona actualment al que és la divisió de Bareilly que és lleugerament més petit que l'antic estat. El nom derivaria del paixtu rohela o rohelai (adjectiu on ohu vol dir "muntanya") i de la tribu rohilla. El nom s'aplicava a una àrea muntanyosa triangular de 3.352 km² entre les muntanyes de l'Himàlaia al nord, el Ganges al sud-oest i Oudh a l'est. La població de la regió era el 1901 d'uns 6.200.000 habitants. En aquesta regió tenia la seva major força la secta bishnol.

## Història

### Katehr
El territori formava part de Panchala septentrional. Sota els musulmans la part oriental fou coneguda com a Katehr que segurament estaria connectat amb els rajputs katehriya que eren el clan predominant, però una teoria suggereix que fou al revés, que el clan va adoptar el nom del país i que aquest portava el nom d'una deïtat solar coneguda com a kather o katehr; la tradició al districte de Budaun fa derivar el nom de Kathiawar, que hauria estat el lloc d'origen dels rajputs katehriya; altres tradicions però els fan venir de Benarés o de Tirhut al segle XII i al segle XIV; en tot cas la part que primer van ocupar els rajputs fou el territori entre el Ramganga i el Ganges, i després es van estendre a l'est d'aquest riu. Quan el poder musulmà s'estenia a l'oest, prínceps rajputs rathors governaven a Badaun fins que fou ocupada per Aybak Kutb al-Din el 1196; en endavant ja no va deixar de ser musulmana. La província fou sempre turbulenta i dues revoltes són assenyales a la meitat del segle XIII. El 1379 o 1380 un cap local hindú, Khargu, va matar el governador de Delhi, Sayyid Muhammad, en una festa. Firuz Shah Tughluk (1351-1388) va intentar capturar a Khargu, que va fugir a Kumaun, i va nomenar un governador afganès amb seu a Sambhal amb orde d'envair el territori de Katehr cada any i fer tota mena de saquejos i depredacions que impedissin viure allí fins que l'assassí fos entregat; no obstant sembla que no va aconseguir gaire èxit.
Trenta-cinc anys més tard quan es va fundar la dinastia dels Sayyids, un altre hindú, Har Singh Deo, es va rebel·lar i encara que fou derrotat diverses vegades va mantenir l'agitació durant uns tres anys (vers 1414-1417). Mahabat Khan, el governador de la regió, es va revoltar amb èxit el 1419. Khidr Khan va atacar Budaun però no la va poder ocupar i la zona va restar independent per quatre anys fins a l'arribada al tron de Sayyid Mubarak Shah II (1421-1435), que va mostrar més decisió i finalment va rebre la submissió del rebel vers 1423 o 1424. El 1448 Sayyid Ala al-Din Alam Shah va sortir de Delhi i es va establir a Badaun sense tenir en compte que el tron de Delhi se li escapava i fou ocupat per Bahlul Shah Lodi el 1452. Alam Shah va restar a Budaun fins a la seva mort 30 anys després, satisfet d'administrar la província sense ser molestat. En la lluita entre Delhi i Jaunpur aquest sultanat va dominar part de Katehr per un temps.
Del segle XVI pocs fets recorden esdeveniments en aquesta zona; una revolta dels rajputs Katehriyas s'hauria produït el 1555-1556. En el regnat d'Akbar el sarkar de Budaun formà part de la subah de Delhi. La importància de Badaun va minvar i Bareilly va esdevenir la nova capital regional en el regnat de Shah Jahan, Aureagzeb va afegir el territori de Sambhal (Rohilkhand occidental) al govern de Katehr.

### Estat del Rohilkhand
En aquest temps els afganesos, sovint soldats mercenaris, ja havien fet diversos assentaments al nord de l'Índia, però no eren gaire influents; van ajudar a Aurangzeb a les campanyes del Dècan i al començament del segle XVIII el paixtú bangash Muhammad Khan va obtenir concessions a Farrukhabad, mentre Ali Muhammad Khan, d'obscur origen, cap paixtu rohilla, s'apoderava de terres a la regió al nord del Ganges. Muhammad Khan Bangash va governar part dels que foren els districtes britànics de Budaun i Shahjahanpur però el principat de la seva nissaga s'estengué principalment al sud del Ganges. Ali Muhammed Khan al contrari, tenia zona d'operacions al nord; va ajudar els governadors mogols de Moradabad i Bareilly contra el raja de Kumaun i va ajudar l'emperador contra les intrigues dels Sayyids de Barha i va rebre el títol de nawab.
Quan Nadir Shah de Pèrsia va envair l'Índia el 1738 molts refugiats de Delhi van anar a la zona i Ali Muhammad Khan va poder reclutar un contingent notable, i aprofitant la debilitat del govern central va annexionar tot el territori que va poder ocupar. Llavors els governadors de Moradabad i Bareilly foren enviats contra ell però els dos foren morts i el 1740 fou reconegut governador de Katehr que va agafar el nom de Rohilkhand. Llavors va atacar Kumaun però ja en aquest temps Safdar Jang, nawab d'Oudh, l'havia començat a mirar com un poderós rival i va persuadir a l'emperador que calia expulsar els rohilles. El 1745 Ali Muhammad fou derrotat i empresonat a Delhi, però poc després fou nomenat comandant al Panjab i a la invasió d'Ahmed Shah Durrani el 1748 va poder retornar al Rohilkhand i donant suport a Safdar Jang en el seu desig de ser reconegut wazir, va aconseguir la concessió de la província.
Mort Ali Muhammad el 1749, el va succeir el seu lloctinent Hafiz Rahmat Khan com a regent dels seus dos fills. El wazir i nawab d'Oudh Safdar Jang s'oposava a aquest govern i va convèncer Kaim Khan, nawab de Farukhabad, fill de Muhammad Khan Bangash, d'enavir el país, però sense resultat positiu, ja que el regent el va derrotar i matar a Kaim Khan; Safdar Jang va aprofitar i va saquejar la propietat del difunt nawab de Farrukhabad, però el germà de Kaim, Ahmad Khan, va dirigir una revolta i va recuperar el territori. Mentre Hafiz Rahmat va avançar al nord, va conquerir Pilibhit i el tarai. Ahmad Khan va intentar acostar-se als rohilles que encara que inicialment van refusar el seu acostament, al final es van aliar. Ahmad Khan de Farrukhabad amb suport rohilla va derrotar el general Nawal Rai (al servei de Safdar Jang) i va assetjar Allahabad, ocupant part de l'Oudh. El wazir-nawab va cridar en ajut als marathes mercès als quals va poder derrotar a Ahmad Khan i als rohilles a Fatehgarh i a Bisauli, prop d'Aonla. Els derrotats van quedar assetjats durant quatre mesos al peu de les muntanyes, però una vegada es va saber la invasió de l'Índia per Ahmad Shah Durrani, es va acordar la pau. Amb Ahmad Shah Durrani van arribar els fills d'Ali Muhammad Khan, Faizullah i Abdullah, que des de l'anterior invasió havien restat a Kandahar; Hafiz Rahmat Khan va aconseguir una partició del Rohilkhand de manera que mentre els dos germans combatien entre ells, ell mateix esdevingué de facto el sobirà de Rohilkhand; en aquest temps ja s'havia perdut la zona conquerida a les muntanyes de l'Himàlaia.
Safdar Jang va morir el 5 d'octubre de 1754 i va pujar al tron d'Oudh Shuja al-Dawla; Hafiz Rahmat Khan es va unir a les forces imperials per atacar-lo conjuntament, però el nawab va comprar la seva retirada per un pagament de 5 lakhs. El 1754 un paixtu de nom Najib Khan va prendre el poder al Doab i el 1755 va fundar Najidabad (futur districte de Bijnor) i va governar el nord del Rohilkhand de manera independent dels altres rohilles; a la tercera invasió afganesa del 1758, Najib Khan va esdevenir bakhshi o pagador de les tropes d'Ahmad Shah Durrani; això va despertar la suspicàcia d'altres caps i el 1758 van cridar al marathes. Hafiz Rahmat Khan i el nawab wazir d'Oudh Shuja al-Daula, alarmats per la seva pròpia seguretat, li van enviar ràpidament ajut i els marathes foren rebutjats. Quan Ahmad Shah Durrani va envair l'Índia per quarta vegada, els rohilles els van donar suport i van participar en el seu costat a la tercera batalla de Panipat en què els marathes foren els principals derrotats. Hafiz Rahmat Khan va aprofitar la victòria de Panipat per apoderar-se d'Etawah (d'on va expulsar els marathes) i durant uns anys en els quals Shuja al-Dawla va estar enfrontat als britànics, es va reforçar fortificant les seves ciutats i fundant noves fortaleses. El 1764 i 1765 els rohillas van donar algun ajut a Shuja al-Daula contra els britànics a Patna i Jajmau, però la derrota del nawab no va tenir cap efecte perjudicial per ells i al conrari els següents cinc anys van ser prospers i Hafiz Rahmat Khan va iniicar algunes reformes om l'abolició de les taxes internes per les mercaderies. El 1770 Duride Khan, mà dreta de Hafiz Rahmat, va morir; el mateix any moria també Najib Khan i el va succeir el seu fill Zabita Khan.
El 1770 Najib al-Dawla va avançar amb l'exèrcit maratha de Sindhia i Holkar i va derrotar a Hafiz Rahmat Khan, forçant als rohilles a demanar ajut al wazir d'Oudh; fou Shuja al-Dawla el que va garantir els 40 lakhs a canvi dels quals els marathes es van retirar de Rohilkhand.
El 1771 els marathes van atacar també a Zabita Khan i el van expulsar de la seva fortalesa a Shukartar al Ganges; el 1772 els marathe tornaven a atacar Rohilkhand. El juny de 1772 es va signar un tractat entre els rohilles i Shuja al-Daula en el qual aquest darrer va prometre ajut contra els marathes i els primers pagarien 40 lakhs de rupies per la seva assitència; el tractat es va signar en presència d'un general britànic, ja que el perill dels marathes per Oudh i pels britànics era clar. Zabita Khan es va unir als marathes el juliol de 1772; abans de final d'any els marathes van aconseguir la cessió de les províncies imperials de Kora i Allahabad de l'emperador Shah Alam. El 1773 els marathes van exigir a Hafiz Rahmat el pagament dels 50 lakhs promesos anys abans i com que no va pagar van envair el Rohilkhand; llavors hi foren enviades tropes britàniques i Oudh va enviar tanmateix un contingent; aviat es va saber de Hafiz Rahmat estava en tractes amb els marathes dirigits finalment contra Oudh, i aquestos tractes van continuar fins i tot quan les forces britàniques i d'Oudh ja eren al Rohilkhand i el nawab d'Oudh va demanar ajut als britànics per annexionar Rohilkhand als seus territoris. Llavors Hafiz Rahmat va acceptar satisfer determinats pagaments a Oudh a canvi del seu ajut i els marathes foren derrotats a Ramghat i expulsats més enllà del Ganges. Però quan fou l'hora de pagar Hafiz Rahmat no ho va poder fer i Shuja al-Daula va negociar amb els britànics la conquesta del Rohilkhand.
En aquell moment Warren Hastings va anar a Benarés on es va estrevistar amb el nawab d'Oudh que va pressionar per l'ajut britànic contra els rohilles; el consell de directors de Calcuta dubtava; Shuja al-Daula mentre va fer aliances amb Zabita Khan de Najidabad i Muzaffar Jang de Farrukhabad, i va aconseguir l'aprovació imperial contra la promesa de comparir el territori annexionat. Després d'expulsar els marathes del Doab, el nawab va aconseguir finalment (1774) l'assistència de tropes britàniques. Els rohilles i les forces conjuntes d'Oudh i briitàniques es van trobar l'abril del 1774 entre Miranpur Katra (districte de Shahjahanpur) i Fatehganj Oriental (districte de Bareilly); els rohilles van fer una digna batalla però foren derritats i Hafiz Rahmat estava entre els morts. El resultat de la batalla també va suposar la pèrdua per Zabita Khan de les seves possessions a l'est del Ganges. Faizullah Khan, el fill d'Ali Muhammad Khan i legitim sobirà del Rohilkhand, es va escapar cap al nord-oest i va esdevenir el cap dels rohilles. Després de diverses negociacions Faizullah va fer un tracte amb Shuja al-Dawla el 1774 pel qual acceptava 9 parganes que van formar el que fou el principat de Rampur (vegeu Rampur) i la resta del Rohilkhand passava a Oudh. Saadat Ali fou nomenat governador de Bareilly depenent d'Oudh.
El 1794, poc després de la mort de Faizullah Khan, una revolució a Rampur va obligar a la intervenció britànica que van combatre els rebels a Bhitaura o Fatehganj Occidental, on un obelisc va commemorar la matança. El territori va romandre en mans d'Oudh fins al 1801 quan Rohilkhand amb Allahabad i Kora, foren cedides a la Companyia Britànica de les Índies Orientals a canvi del tribut (Províncies Cedides i Conquerides); Henry Wellesley, germà del governador general, fou nomenat cap de la junta de comissionats de Bareilly i després a Farrukhabad.

### Domini britànic
El 1805 el pindari Amir Khan va fer una incursió al Rohilkhand però fou rebutjat; hi va haver disturbis el 1816, 1837 i 1842 però en general no hi va haver incidents majors fins al 1857.
El 31 de maig de 1857 les tropes natives a Bareilly es van revoltar i els europeus van fugir a Naini Tal (Naintal o Nainital) i Khan Bahadur, net de Hafiz Rahmat Khan, fou proclamat nawab nazim de Rohilkhand. El juliol va organitzar un govern. Tres expedicions van intentar capturar Naini Tal però no van tenir èxit i el setembre van arribar les notícies de la caiguda de Delhi a mans dels britànics. Walidad Khan, el cap rebel de Bulandshahr, el nawab de Fatehgarh i altres caps rebels es van refugiar a Bareilly. Una quarta expedició contra Naini Tal va tenir tan poc èxit com les tres anteriors. El 25 de març de 1858 va arribar a Bareilly el cap rebel Nana Sahib, que havia fugit d'Oudh; a l'abril, Nana Sahib va fugir a l'interior d'Oudh. A la caiguda de Lucknow, el cap de la zona Firoz Shah es va retirar a Bareilly i va ocupar Moradabad el 22 d'abril, però fou obligat a evacuar-la; el nawab de Najibabad, cap dels rebels de Bijnor, es va unir a Bahadur i Firoz a Bareilly i eren allí quan va arribar l'exèrcit britànic davant la ciutat el 5 de maig; el dia 7 els líders van fugir a l'interior d'Oudh i la ciutat fou ocupada pels britànics sense gaire resistència.
Rohilkhand va formar una divisió de les Províncies del Nord-est, i més tard fou la divisió de Bareilly de les Províncies Unides d'Agra i Oudh, convertides després de la independència (1947) en Uttar Pradesh.

## Nawabs de Rohilkhand i des de 1774 de Rampur
| Nom | Nom                                              | Inici de regnat        | Final de regnat        |
| --- | ------------------------------------------------ | ---------------------- | ---------------------- |
| 1   | Ali Muhammad Khan                                | 1719                   | 15 de setembre de 1748 |
| 2   | Faizullah Khan (des de 1774 nawab de Rampur)     | 15 de setembre de 1748 | 24 de juliol de 1793   |
| 3   | Hafiz Rahmat Khan - Regent                       | 15 de setembre de 1748 | 23 d'abril de 1774     |
| 4   | Muhammad Ali Khan Bahadur                        | 24 de juliol de 1793   | 11 d'agost de 1793     |
| 5   | Ghulam Muhammad Khan Bahadur                     | 11 d'agost de 1793     | 24 d'octubre de 1794   |
| 6   | Ahmad Ali Khan Bahadur                           | 24 d'octubre de 1794   | 5 de juliol de 1840    |
| 7   | Nasrullah Khan - Regent                          | 24 d'octubre de 1794   | 1811                   |
| 8   | Muhammad Said Khan Bahadur                       | 5 de juliol de 1840    | 1 d'abril de 1855      |
| 9   | Yusef Ali Khan Bahadur                           | 1 d'abril de 1855      | 21 d'abril de 1865     |
| 10  | Kalb Ali Khan Bahadur                            | 21 d'abril de 1865     | 23 de marça de 1887    |
| 11  | Muhammad Mushtaq Ali Khan Bahadur                | 23 de març de 1887     | 25 de febrer de 1889   |
| 12  | Hamid Ali Khan Bahadur                           | 25 de febrer de 1889   | 20 de juny de 1930     |
| 14  | Regent                                           | 25 de febrer de 1889   | 4 d'abril de 1894      |
| 15  | Raza Ali Khan Bahadur                            | 20 de juny de 1930     | 6 de març de 1966      |
| 16  | Murtaza Ali Khan Bahadur - drets abolits el 1971 | 6 de març de 1966      | 8 de febrer de 1982    |